# مزرعة نيفرلاند
مزرعة نيفرلاند أو نيفرلاند فالي رانش  هي ممتلكات خاصة أقيمت في سانتا باربرا بولاية كاليفورنيا، أشتهرت لكونها مسكن الفنان الأمريكي الراحل مايكل جاكسون منذ عام 1988 حتي 2005. جاكسون سمى المزرعة بأسم نيفرلاند وفقاً لجزيرة الخيال الموجودة في قصة بيتر بان، وهو الصبي الذي لم يكبر. تقع المزرعة حوالي خمسة أميال (8 كم) إلى الشمال من لوس أوليفوس الفردية، وحوالي ثمانية أميال (13 كم) إلى الشمال من بلدة سانتا إينز. كانت المزرعة مملوكة من قبل شركة مزرعة وادي الجميز إلى أن اشتراها الملياردير رون بيركل (وهو صديق شخصي لمايكل جاكسون) نهاية عام 2020 بمبلغ ناهز 22 مليون دولار.

## إقامة مايكل جاكسون

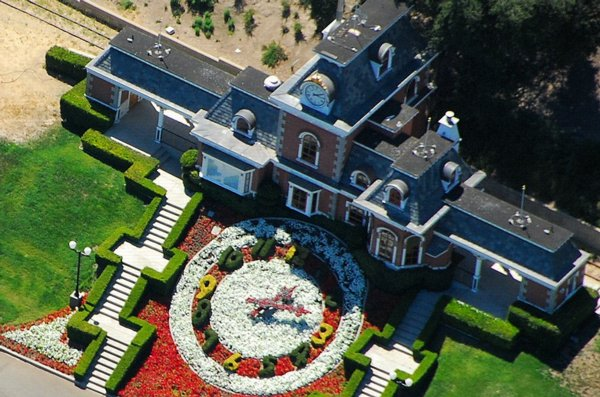
محطة القطار, يوليو 2009

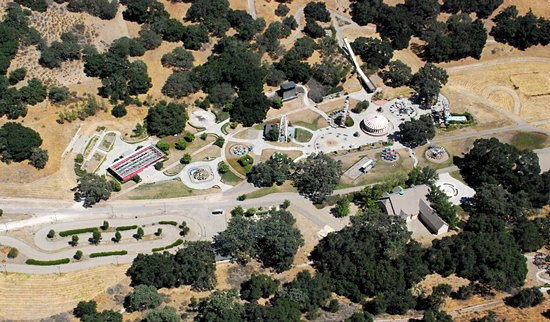
حدائق ركوب الخيل, أغسطس 2008

في سنة 1988 قام مايكل جاكسون بشراء العقار من رجل الأعمال وليام بون مقابل مبلغ من المال يتراوح حسب التقديرات من 16.5 إلى 30 مليون دولار أمريكي.
كان منزل جاكسون أيضاً حديقة تسلية خاصة به تحتوي على مدار أزهار بشكل ساعة وتماثيل عديدة للأطفال، وحديقة للحيوانات الأليفة.
حديقة الملاهي تضمنت السكك الحديدية مع مقياس قاطرة البخار الذي بني عام 1973 وأيضا العديد من الألعاب منها عجلة فيريس، كاروسيل، زيبر، الاخطبوط، سفينة القراصنة، موجة المقلاع، شرائح سوبر، قطار أسطوانة التنين ومصد السيارات، ومنطقة ترفيهية.
كان مايكل جاكسون أيضا متعطشا لجمع التحف الفنية.وفقا لـ إيف غوتييه في كتابه “مايكل جاكسون، الباب الخلفي لنيفرلاند“:«رغم أن قلة يعرفون عن ذلك، مايكل جاكسون هو قارئ نهم، وهناك مكتبة تخزن 10,000 كتاب في مزرعة نيفرلاند، تركز على علم النفس، الفن والشعر».
قال جاكسون في عام 2003 انه لن يعود إلى المزرعة، قائلا انه لم يعد يعتبر المزرعة كمنزل، ويشعر بأن ضباط الشرطة الـ 70 الذين قاموا بعمليات البحث الخاصة بهم قد «انتهكوا» خصوصيته. في عام 2006، تم إغلاق مرافق وسرح معظم الموظفين، وأشار متحدث إلى أن هذا هو انعكاس لحقيقة أن جاكسون لم يعد يعيش هناك.
قام جاكسون ببيع هذا العقار في نوفمبر تشرين الثاني سنة 2008 لشركة مزرعة وادي الجميز، وهي شركة العقارات التي كان يملكها جزئيا.

## الوضع المالي
بدأت إجراءات الرهن ضد مزرعة نيفرلاند في 22 أكتوبر 2007. ومع ذلك، فإن المتحدث باسم جاكسون قال إن هذا مجرد إعادة لتمويل القرض.

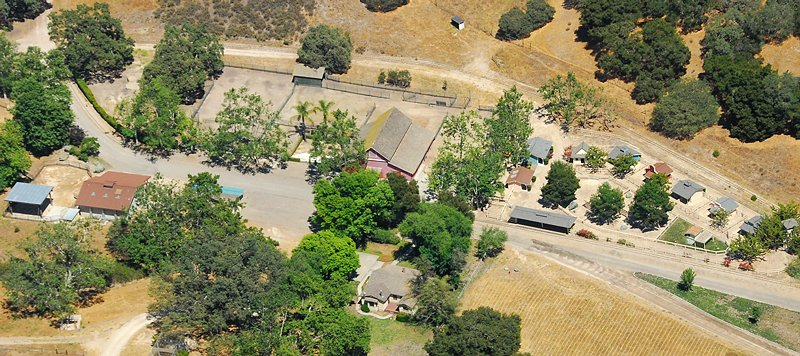
مباني حديقة الحيوانات سابقاً, يوليو 2009

في 25 فبراير، 2008، تلقى جاكسون رسالة من عنوان الشركة المالية، والأمناء، وهي إذا لم يسدد 24,525,906.61 دولار قبل 19 مارس سيذهب العقار لمزاد علني بما فيه من الأراضي والمباني وغيرها من البنود مثل ركوب الخيل والقطارات، والفن.
في 13 مارس، 2008، أعلن محامي جاكسون لونديل ماكميلان أنه تم التوصل إلى اتفاق خاص مع مجموعة الاستثمارات الخاصة وحصن الاستثمار، لحفظ ملكية جاكسون من المزرعة، ولم يكشف عن تفاصيل الصفقة.
يوم 12 مايو، 2008، تم إلغاء مزاد الرهن للمزرعة بعد ان قامت إحدى الشركات الاستثمارية، مستعمرة كابيتال، بشراء القرض الذي كان مقصرا في السداد. وفي بيان صحفي، قال جاكسون «يسرني مع التطورات الأخيرة التي تنطوي على مزرعة نيفرلاند وأنا في مناقشات مع كولوني وتوم باراك فيما يتعلق بالمزرعة وغيرها من المسائل التي من شأنها أن تسمح لي في التركيز على المستقبل».
في 10 نوفمبر 2008، قام جاكسون بتحويل لقب المزرعة الي شركة وادي الجميز، والإبلاغ الفوري للجيران عن إيقاف النشاط على الممتلكات، بما في ذلك ملاهي ركوب الخيل حتى يجري نقلها بالشاحنات على طول الطريق السريع.جاكسون لا يزال يملك حصة غير معروفة في الممتلكات، منذ ان كانت شركة الجميز تقيم مشروع مشترك بين جاكسون وإحدى الشركات التابعة لمستعمرة رأس المال (شركة استثمارية يديرها الملياردير باراك توم). وذكر مكتب مقاطعة سانتا باربرا ان جاكسون باع نسبة غير معروفة من حقوق الملكية بـ 35 مليون دولار.

## وفاة مايكل جاكسون
بعد وفاة جاكسون، زعمت تقارير صحفية خلال شهر يونيو 28-29، 2009 إلى ان عائلته تهدف إلى دفنه في مزرعة نيفرلاند، وتحوله في نهاية المطاف إلى مكان زيارة لمحبيه، على غرار غريسلاند كيف أصبحت مقصدا لمحبي الفيس بريسلي.
ومع ذلك، فإن والده المغني جوزيف جاكسون نفى في وقت لاحق هذه التقارير.